# 阿布楚赫特河
51°54′44.53″N 10°29′8.21″E / 51.9123694°N 10.4856139°E

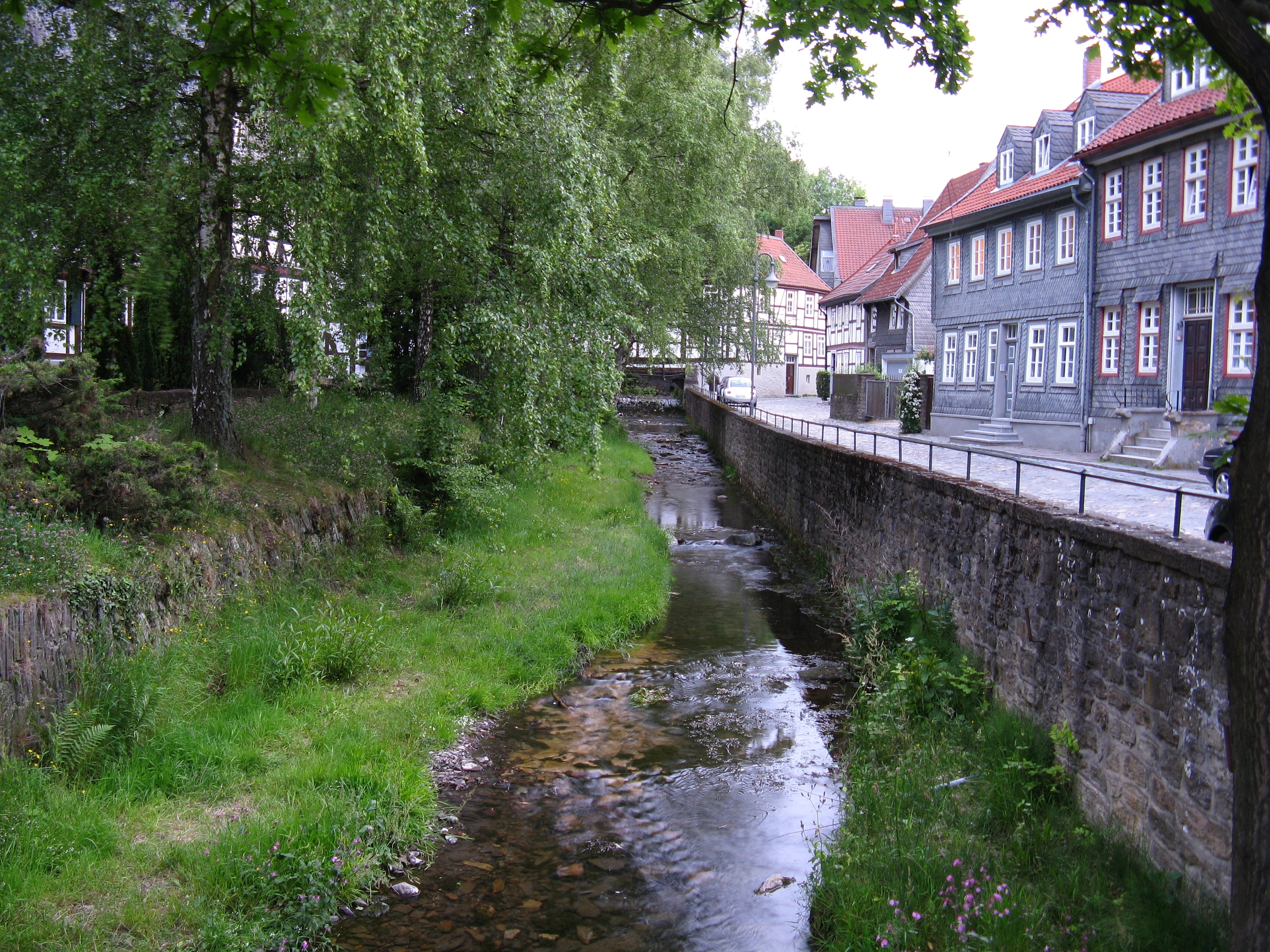

阿布楚赫特河（德語：Abzucht），是德國的河流，位於該國西北部，由下薩克森州負責管轄，屬於奧克河的左支流，河道全長12.1公里，流域面積31.6平方公里，發源自哈茨山。